# Крафт, Роберт (предприниматель)
Роберт Кеннет Крафт(нем. Robert Kenneth Kraft, род 5 июня, 1941, Бруклайн, США) — американский предприниматель. Является председателем и главным исполнительным директором Kraft Group, холдинговой компании с активами в области производства бумаги и упаковки, спорта и развлечений, недвижимости и частных инвестиций. Владелец команд Нью-Ингленд Пэтриотс (НФЛ), Нью-Инглэнд Революшн (MLS), и Бостон Апрайзинг (киберспорт), а также стадиона Джиллетт Стэдиум.

## Ранняя жизнь
Родился в Бруклайне, штат Массачусетс. Мать — Сара Брина (Уэббер), уроженка канадского Галифакса, отец — производитель одежды в бостонском Чайна-тауне Гарри Крафт. Отец возглавлял городскую Конгрегацию Кехиллат Израиль, и в будущем видел сына раввином. Роберт вырос в Бруклайне, где учился в школе Эдварда Девоушена. В 1959 году окончил высшую школу Бруклайна, в которой являлся старшим президентом класса. В школьные годы Крафт не мог участвовать в большинстве видов спорта из-за необходимости изучать иврит и соблюдать шаббат.
Учился в Колумбийском университете, где был президентом класса. Являлся членом студенческого братства Зета Бета Тау и играл в студенческой команде по летнему футболу. 2 февраля 1962 году в магазине деликатесов в бостонском Бэк-Бее познакомился с Мирой Хайатт., в июне следующего года они поженились. В том же году окончил университет, в 1965 году получил в Гарвардской бизнес-школе MBA.
В 27 лет стал председателем Ньютоновского городского комитета демократов. В 1970 году рассматривал вариант баллотироваться в Конгресс по 3-му избирательному округу Массачусетса против действующего представителя Филиппа Дж. Филбина, однако отказался из-за причин личного характера. Поддержал Трампа на выборах 2016 года.

## Предпринимательская карьера
Начал профессиональную карьеру в упаковочной компании Rand-Whitney Group из Вустера, которой руководил его тесть Джейкоб Хайатт. В 1968 году Крафт выкупил компанию, по сегодняшний день остаётся председателем её совета директоров. В 1972 году основал International Forest Products, занимавшуюся продажей товаров из бумаги. Обе компании являлись крупнейшими производителями бумаги и упаковки в США. Впоследствии Крафт говорил, что основал компанию из предчувствия, что рост международных коммуникаций и перевозок приведёт к росту мировой торговли к концу XX века.
В 1997 году International Forest Products вошли в топ 100 американских импортёров/экспортёров, в 2013 году компания заняла 20 место в данной категории в списке Journal of Commerce. В 1998 году для управления активами в других сферах была создана компания Kraft Group.
Был инвестором New England Television Corp., ставшей в 1982 году владельцем телевизионной станции WNAC-TV, через год Крафт стал главой её совета директоров. Позже станция была переименован в WNEV-TV, в 1986 году предприниматель стал президентом NETC. В 1991 году Крафт воспользовался своим правом продать имевшиеся акции на сумму около 25 млн долл..